# Macrocirca
Macrocirca is een geslacht van vlinders van de familie grasmineermotten (Elachistidae).

## Soorten
- M. strabo Meyrick, 1931